# Leschenaultia cortesi
Leschenaultia cortesi är en tvåvingeart som beskrevs av Toma och Guimaraes 2002. Leschenaultia cortesi ingår i släktet Leschenaultia och familjen parasitflugor.
Artens utbredningsområde är Colombia. Inga underarter finns listade i Catalogue of Life.